# Marco Unitario de la Comunidad Educativa

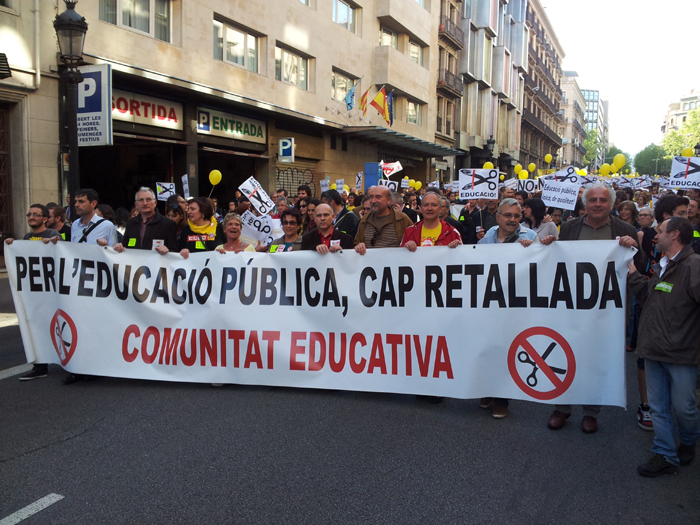
Manifestación del MUCE a favor de un incremento del presupuesto público (abril de 2013)

El Marco Unitario de la Comunidad Educativa (MUCE) es una plataforma formada por varias entidades y organizaciones relacionadas con el sistema educativo de Cataluña. Es la continuación de un Secretariado en defensa de la escuela pública que se formó a mediados de la década de 1980 a iniciativa de los principales sindicatos de enseñanza, de las agrupaciones estudiantiles, de la Federación de Movimientos de Renovación Pedagógica y de la Federación de Asociaciones de Madres y Padres de Alumnos de Cataluña (FAPAC). Posteriormente se fueron añadiendo otras organizaciones, y a mediados de la década de 2000 se incorpora la Federación de Asociaciones de Madres y Padres de Alumnos de Enseñanza Secundaria (FAPAES).

## Historia
El antecedente más claro del Marco Unitario de la Comunidad Educativa es el Secretariado de la Campaña de Defensa de la Escuela Pública. Esta fue una iniciativa llevada a cabo desde principios de la década de 1980 por la Federación de Movimientos de Renovación Pedagógica conjuntamente con los movimientos de padres y madres de alumnos para analizar los problemas de la escuela pública y proponer soluciones, así como emprender acciones puntuales ante la administración educativa conjuntamente con las centrales sindicalistas.
A principios de la década de 1990 a esta plataforma se le  empieza a llamar Marco Unitario de la Comunidad Educativa (MUCE) y se empiezan a promover varias acciones, manifestaciones y declaraciones a favor de la escuela pública y su calidad, organizando acciones en los centros educativos y ante la propia administración para conseguir mejoras en la enseñanza pública.

## Actividad
Una de las actividades más importantes celebradas por el Marco Unitario de la Comunidad Educativa fue la Fiesta de la Escuela Pública, que se celebró aproximadamente entre 1995 y 2005. En el año 1995 esta fiesta concentró a unas 3.000 personas en el Parque de la Ciudadela de Barcelona. Otra fiesta multitudinaria fue la del año 1999 celebrada en el Parque del España Industrial en Barcelona.
Una de las otras actividades más importantes de Marco Unitario de la Comunidad Educativa fue la organización de manifestaciones a favor de la enseñanza pública. Por ejemplo, en enero del 2000 el MUCE convocó una manifestación en apoyo a la enseñanza pública y en demanda de más recursos para la educación pública, convirtiéndose en una de las manifestaciones educativas con una participación más elevada, estimándose en unos 20.000 manifestantes, principalmente familias con sus hijos e hijas.

## Relación con la administración educativa
Desde la constitución del Marco Unitario de la Comunidad Educativa, las diferentes administraciones educativas no reconocieron la representatividad del MUCE, excepto el primer Gobierno Tripartito que lo recibió con periodicidad.

## Organizaciones y entidades que  forman parte
El Marco Unitario de la Comunidad Educativa se formó con las organizaciones y entidades que formaban parte del Secretariado de la Campaña en Defensa de la Escuela Pública, en particular la Federación de Movimientos de Renovación Pedagógica, los principales sindicatos de enseñanza, la Federación de Asociaciones de Madres y Padres de Alumnos de Cataluña y algunas agrupaciones estudiantiles. A lo largo de los años se han ido incorporando otras organizaciones, como por ejemplo la Federación de Asociaciones de Madres y Padres de Alumnos de la Enseñanza Secundaria, que se incorporó a mediados de la década del 2000.
En marzo de 2018 los miembros del Marco Unitario de la Comunidad Educativa son los siguientes:
- Asociación de Estudiantes Progresistas (AEP)
- Asociación de Jóvenes Estudiantes de Cataluña (AJEC)
- Asociación de maestras Rosa Sensato
- Cataluña Laica
- Comisiones Obreras
- Confederación General del Trabajo (CGT)
- Federación de Asociaciones de Madres y Padres de Alumnos de Cataluña (FAPAC)
- Federación de Asociaciones de Madres y Padres de Alumnos de la Enseñanza Secundaria (FAPAES)
- FETE-Unión General de Trabajadores de Cataluña (HECHO-UGT)
- Federación de Movimientos de Renovación Pedagógica (FMRP)
- Frente de Estudiantes (FE)
- Sindicato de Estudiantes (SE)
- Sindicato de Estudiantes de los Países Catalanes (SEPC)
- Unión de los Trabajadores de Enseñanza de Cataluña (USTEC·STEs (IAC))